# Manfred Fischer (Pfarrer, 1948)

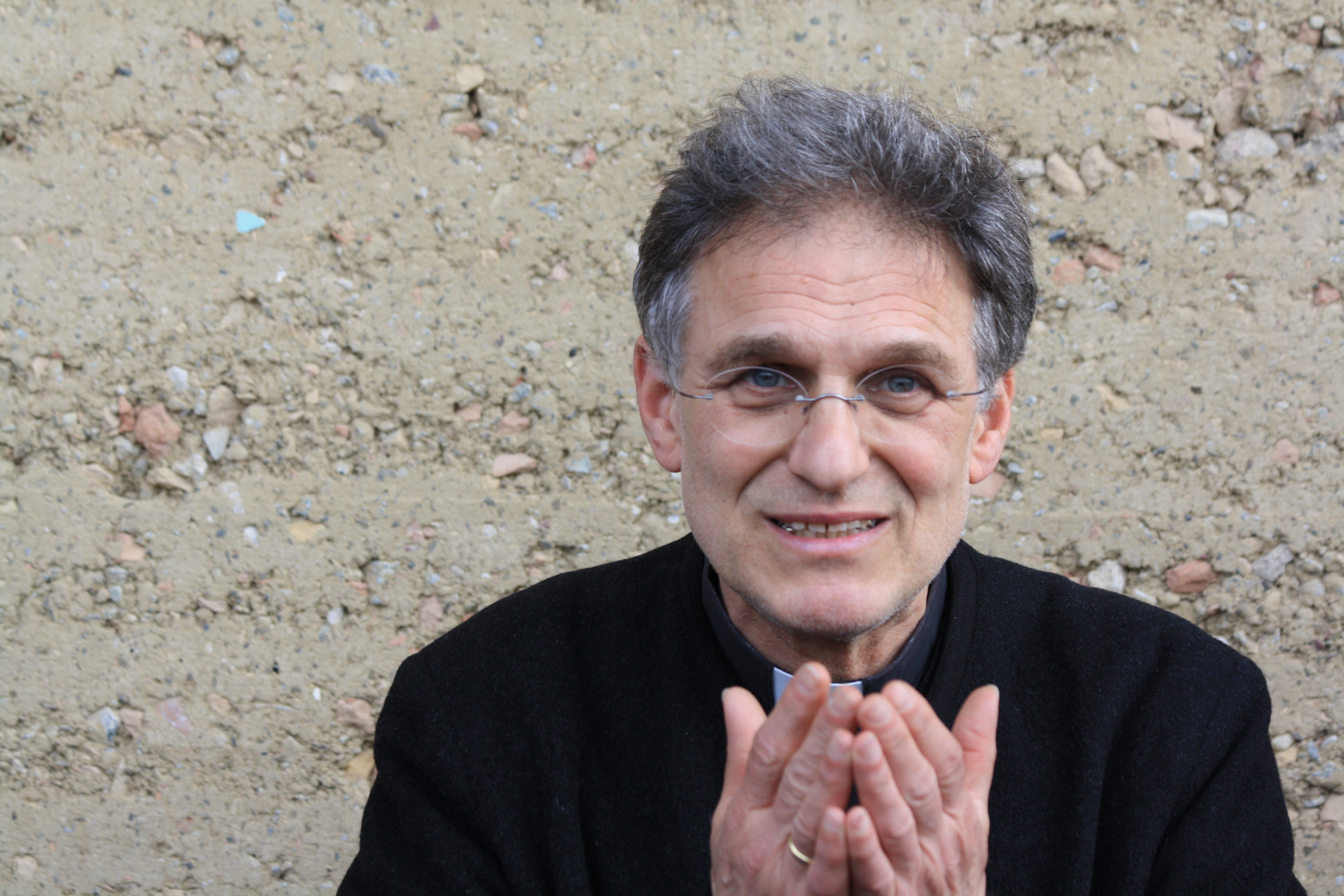
Manfred Fischer kurz vor seiner Pensionierung im April 2013

Manfred Fischer (* 7. Februar 1948 in Frankfurt am Main; † 6. Dezember 2013 in Berlin) war ein deutscher evangelischer Pfarrer.

## Leben
Fischer studierte Evangelische Theologie in Frankfurt und an der Kirchlichen Hochschule Berlin. Nach Abschluss kam er im Dezember 1975 in die Versöhnungsgemeinde im Berliner Bezirk Wedding und wurde 1977 deren Pfarrer. Die Kirche der Gemeinde stand im Grenzstreifen der Berliner Mauer und wurde im Januar 1985 gesprengt.
Nach der politischen Wende in der DDR setzte Fischer sich für den Erhalt der Mauerreste an der Bernauer Straße ein. Er war zunächst stellvertretender und dann Vorsitzender des Vereins Berliner Mauer. Maßgeblich prägte er das im Juni 2006 vom Berliner Senat beschlossene Konzept für die Gedenkstätte Berliner Mauer mit.
Unter seiner Leitung wurde auf den Fundamenten der abgegangenen Versöhnungskirche die Kapelle der Versöhnung errichtet und am 9. November 2000 eingeweiht. Am 28. April 2013 trat er in den Ruhestand, am 6. Dezember 2013 verstarb er in Berlin. Er hinterließ eine Ehefrau und zwei Kinder.

## Ehrungen
- 2007: Verdienstorden des Landes Berlin
- 2013: Verdienstkreuz 1. Klasse der Bundesrepublik Deutschland